# Гризайль
Гризайль (фр. grisaille, от фр.  gris  — серый) — разновидность росписи, в отличие от живописи, выполняемая градациями одного цвета, хроматического или ахроматического (чёрно-белого).
В некоторых словарях и справочниках понятия живописи и декоративной росписи не различают или объединяют, поэтому и определения гризайля носят двойственный характер. Например: «Однотонная, монохромная живопись, обычно имитирующая скульптурный рельеф», и она же: «выполняет роль декоративной росписи или панно». Для подобных определений характерно не только отождествление понятий живописи и росписи, но также терминов «однотонный» и «монохромный», «живописность» и «графичность», «скульптура», «пластика», «рельеф». В теории искусства эти понятия различают.
Гризайль не является ни техникой изображения, ни жанром ни, тем более, материалом, а именно разновидностью изобразительного искусства. В зависимости от назначения, рода изобразительной поверхности, материалов и технических приёмов гризайль может быть ближе, подобно акварели, к рисунку или графике, например в подготовительных эскизах или набросках кистью и тушью, сепией или соусом. К такой технике близки монохромные рисунки углём, сажей, мелом, сангиной, пастелью. Но к гризайли принято относить только изображения, выполненные размывкой: кистью и красками, в том числе акварельными, гуашью, темперой или маслом.

## Гризайль в истории изобразительного искусства
Искусство однотонных изображений возникло в глубокой древности, получило развитие в античности, в Средние века, в периоды готики и Северного Возрождения, в частности при создании полиптихов — многостворчатых расписных алтарей. Наружные створки таких алтарей расписывали монохромно, как правило, создавая иллюзию каменных статуй в нишах. Таким способом алтарь в закрытом виде зрительно взаимодействовал со скульптурным убранством интерьера храма. Таковы наружные створки Гентского алтаря (частично) работы братьев Ван Эйк (1432), Дрезденского триптиха (1437), Алтаря Геллера (1507—1511). По определению А. Дюрера, осматривавшего алтарь в Генте, фигуры Иоанна Крестителя и Иоанна Богослова нижнего яруса наружных створок алтаря «окрашены в цвет камня».
Роспись гризайль использовали мастера итальянской майолики XV—XVI веков, а также французские мастера лиможских эмалей XVI века.
В качестве наружного декора зданий гризайль стали применять художники итальянского Возрождения: Бальдассарре Перуцци, Полидоро да Караваджо и другие.
Старые мастера применяли гризайль в качестве «подмалёвка» живописных картин серым или коричневым тоном с белилами по коричневому грунту (болюсу). По такой подготовке писали дальше цветом лессировками. Подобный метод обеспечивал требуемое в академической живописи взаимодействие светотеневой и колористической моделировки фигур, драпировок и предметов.
Часто гризайльная подготовка обретала самодостаточность, как например в творчестве А. Дюрера или Рембрандта, в частности в картине Рембрандта «Проповедь Иоанна Крестителя» (1634—1635) из коллекции Государственных музеев Берлина. В этих случаях безусловно влияние опыта работы мастеров в графике: Дюрера в гравюре резцом, а Рембрандта в офорте и рисунках кистью, пером и тушью.
Почти монохромна живопись французского кубизма, пуризма. Не случайно Пабло Пикассо в картине «Герника» использовал почти монохромное решение, подчеркнувшее напряжённость драматического сюжета, хотя вопреки распространённому мнению, такое решение не является гризайлью, которая предполагает отсутствующие в этой картине тональные градации.

## Гризайль в архитектуре
Архитекторы используют метод гризайля в так называемых «отмывках» — однотонных изображениях архитектуры и  ордерных деталей с иллюзией светотени — для наглядного представления сооружения. Похожий способ применяют в проектной графике (ныне его вытесняют компьютерные презентации) и в процессе обучения будущих архитекторов-проектировщиков.
С XVII века в архитектуре стиля барокко, а позднее — неоклассицизма и ампира, гризайли применяли в декоративных росписях плафонов, падуг, десюдепортов для имитации барельефов. Ахроматическое моделирование рельефа создавало эффект тромплёя, или  обманки (фр. trompe-l'œil — дословно «обман глаза», более свободно «обман зрения»).
Росписи гризайлью, имитирующие рельеф, ассоциировались с античной скульптурой, что было органичным в пространстве экстерьера и интерьера неоклассической архитектуры. Так, например, падуги  Иорданской лестницы Зимнего дворца в Санкт-Петербурге (Б. Ф. Растрелли, 1758—1761) украшены  гризайлью, имитирующей классицистические барельефы, тем самым они перекликаются с трёхмерной скульптурой этого парадного помещения. Таковы же падуги Парадной лестницы  Михайловского дворца постройки  К. Росси (1819—1825; ныне Государственный Русский музей).